# Liste der Kulturdenkmale in Birkigt (Freital)
Die Liste der Kulturdenkmale in Birkigt enthält alle Kulturdenkmale des Freitaler Stadtteils Birkigt. Die Anmerkungen sind zu beachten.
Diese Liste ist eine Teilliste der Liste der Kulturdenkmale in Freital.

## Legende
- Bild: Bild des Kulturdenkmals, ggf. zusätzlich mit einem Link zu weiteren Fotos des Kulturdenkmals im Medienarchiv Wikimedia Commons. Wenn man auf das Kamerasymbol klickt, können Fotos zu Kulturdenkmalen aus dieser Liste hochgeladen werden:
- Bezeichnung: Denkmalgeschützte Objekte und ggf. Bauwerksname des Kulturdenkmals
- Lage: Straßenname und Hausnummer oder Flurstücknummer des Kulturdenkmals. Die Grundsortierung der Liste erfolgt nach dieser Adresse. Der Link (Karte) führt zu verschiedenen Kartendiensten mit der Position des Kulturdenkmals. Fehlt dieser Link, wurden die Koordinaten noch nicht eingetragen. Sind diese bekannt, können sie über ein Tool mit einer Kartenansicht einfach nachgetragen werden. In dieser Kartenansicht sind Kulturdenkmale ohne Koordinaten mit einem roten bzw. orangen Marker dargestellt und können durch Verschieben auf die richtige Position in der Karte mit Koordinaten versehen werden. Kulturdenkmale ohne Bild sind an einem blauen bzw. roten Marker erkennbar.
- Datierung: Baubeginn, Fertigstellung, Datum der Erstnennung oder grobe zeitliche Einordnung entsprechend des Eintrags in der sächsischen Denkmaldatenbank
- Beschreibung: Kurzcharakteristik des Kulturdenkmals entsprechend des Eintrags in der sächsischen Denkmaldatenbank, ggf. ergänzt durch die dort nur selten veröffentlichten Erfassungstexte oder zusätzliche Informationen
- ID: Vom Landesamt für Denkmalpflege Sachsen vergebene, das Kulturdenkmal eindeutig identifizierende Objekt-Nummer. Der Link führt zum PDF-Denkmaldokument des Landesamtes für Denkmalpflege Sachsen. Bei ehemaligen Kulturdenkmalen können die Objektnummern unbekannt sein und deshalb fehlen bzw. die Links von aus der Datenbank entfernten Objektnummern ins Leere führen. Ein ggf. vorhandenes Icon  führt zu den Angaben des Kulturdenkmals bei Wikidata.

## Liste der Kulturdenkmale
| Bild           | Bezeichnung                                                    | Lage                                    | Datierung                         | Beschreibung | ID       |
| -------------- | -------------------------------------------------------------- | --------------------------------------- | --------------------------------- | --- | -------- |
|                | Gedenkstein für Opfer eines Luftangriffs                       | Blumenstraße/Ecke Siedlerstraße (Karte) | nach 1945 (Gedenkstein)           | Gedenkstein für 241 Opfer eines amerikanischen Luftangriffs; historische Relevanz | 08963947 |
| Weitere Bilder | Sachgesamtheit Windbergbahn, Teilabschnitt Freital, OT Birkigt | Coschützer Straße (Karte)               | 1855-1856                         | Sachgesamtheitsbestandteil der Sachgesamtheit Windbergbahn (ID-Nr. 09301623), Teilabschnitt Freital, OT Birkigt mit Einzeldenkmal Eisenbahnbrücke (km 0,872, Coschützer Straße) und Gewölbedurchlass (km 2,240 Am Geiersgraben) (Einzeldenkmal ID-Nr. 09306468), sowie den Sachgesamtheitsteilen Streckenverlauf und Eisenbahnbrücke Kesselgrundweg (km 4,558) (Sachgesamtheit ID-Nr. 09301623); Sachgesamtheit mit allen Bahnanlagen, darunter Gleisanlagen mit Unter- und Oberbau, Streckenkilometrierung, Fernmelde- und Signalanlagen, Bahnstationen einschließlich aller Funktionsbauten, Wärterhäuschen, Brücken und Durchlässen in den Gemeinden Freital (OT Potschappel, Birkigt, Burgk und Kleinnaundorf), Bannewitz (OT Bannewitz, Boderitz, Cunnersdorf, Hänichen und Possendorf) und Dresden (OT Gittersee), technisch herausragende, singuläre Gebirgsstrecke aus der Frühzeit der Eisenbahngeschichte zum Transport der im Freitaler Revier abgebauten Steinkohle und Anbindung der hiesigen Industrie von industriegeschichtlicher und eisenbahngeschichtlicher Bedeutung. | 09306465 |
|                | Eisenbahnbrücke (Einzeldenkmal zu ID-Nr. 09306465)             | Coschützer Straße (Karte)               | 1960                              | Einzeldenkmal der Sachgesamtheit Windbergbahn, Teilabschnitt Freital, OT Birkigt: Eisenbahnbrücke (km 0,872, Coschützer Straße); typische Stahlträgerbrücke des Eisenbahnbaus aus der 2. Hälfte des 20. Jahrhunderts, Ersatzbau für eine Natursteinbogenbrücke infolge von Modernisierungsarbeiten an der Strecke der Windbergbahn in den 1960er Jahren, eisenbahngeschichtlich, verkehrsgeschichtlich und wirtschaftsgeschichtlich von Bedeutung. | 09306468 |
|                | Wohnstallhaus                                                  | Gitterseer Straße 44 (Karte)            | 2. Hälfte 19. Jh. (Wohnstallhaus) | Wohnstallhaus mit Torbogen und Einfriedungsmauer; ländliches Relikt des Ortskerns von Birkigt, baugeschichtlich von Bedeutung | 08963950 |
|                | Wohnstallhaus                                                  | Gitterseer Straße 46 (Karte)            | um 1800 (Wohnstallhaus)           | Wohnstallhaus; Obergeschoss Fachwerk, ländliches Relikt des Ortskerns von Birkigt, baugeschichtlich von Bedeutung | 08963949 |

## Ehemalige Kulturdenkmale
| Bild | Bezeichnung      | Lage                         | Datierung                       | Beschreibung                                                                 | ID       |
| ---- | ---------------- | ---------------------------- | ------------------------------- | ---------------------------------------------------------------------------- | -------- |
|      | Ehemalige Schule | Gitterseer Straße 28 (Karte) | bez. 1876 (Schlußstein Eingang) | Ehemalige Schule; bau- und ortshistorische Bedeutung. Abriss im Februar 2018 | 08963948 |